# Joe Mahit
Joe Mahit, (* 14. července 1992 v Port Vila, Vanuatu) je vanuatský zápasník-judista. S judem začal v 17 letech v rodném Port Vila. Připravuje se pod vedením britského trenéra Bretta Wrighta na jednom z ostrovů Vanuatu Paama. V roce 2014 se účastnil Her Commonwelathu. V roce 2016 obsadil oceánskou kontinentální kvótu pro účast na olympijských hrách v Riu po svém krajanovi Rexly Theuilemu, který se omluvil z pracovních důvodů. Na olympijských hrách v Riu vypadl v prvním kole.